# Campionati italiani juniores di atletica leggera 2024
I Campionati italiani juniores di atletica leggera 2024 si sono svolti dal 26 al 28 luglio a Rieti, nel Lazio.
La fase di cross è stata disputata il 9 e 10 marzo a Cassino alla Festa del Cross 2024, ed ha visto vincitori Lionel Nihimbazwe e Laura Ribigini.
Le prove multiple si sono invece disputate il 22 e 23 giugno a Lana, ed hanno visto vincitori Tommaso Franzè ed Annalisa Pastore.

## Minimi di qualificazione
| Specialità                 | Uomini                                                                   | Donne                                                                     |
| -------------------------- | ------------------------------------------------------------------------ | ------------------------------------------------------------------------- |
| 100 metri piani            | 11"00                                                                    | 12"35                                                                     |
| 200 metri piani            | 22"30                                                                    | 25"30                                                                     |
| 400 metri piani            | 50"00                                                                    | 58"00                                                                     |
| 800 metri piani            | 1'56"00                                                                  | 2'16"00                                                                   |
| 1500 metri piani           | 4'01"00                                                                  | 4'42"00                                                                   |
| 3000 metri piani           | 8'48"00                                                                  | 10'30"00                                                                  |
| 5000 metri piani           | 15'50"00                                                                 | 19'00"00                                                                  |
| 10000 metri piani          | 37'00"00                                                                 | 40'00"00                                                                  |
| 100 metri ostacoli         | –                                                                        | 15"80                                                                     |
| 110 metri ostacoli (0,99m) | 15"85; 16"20 (1.06m)                                                     | –                                                                         |
| 400 metri ostacoli         | 58"00                                                                    | 1'06"50                                                                   |
| 3000 metri siepi           | 10'05"00                                                                 | 12'20"00                                                                  |
| Salto in alto              | 1,92 m                                                                   | 1,64 m                                                                    |
| Salto con l'asta           | 4,10 m                                                                   | 3,15 m                                                                    |
| Salto in lungo             | 6,80 m                                                                   | 5,55 m                                                                    |
| Salto triplo               | 13,60 m                                                                  | 11,40 m                                                                   |
| Getto del peso             | 13,30 m (6 kg); 12,25 m (7,260 kg)                                       | 10,50 m                                                                   |
| Lancio del disco           | 42,35 m (1,75 kg); 39,00 m (2 kg)                                        | 34,50 m                                                                   |
| Lancio del martello        | 46,90 m (6 kg); 42,80 m (7,260 kg)                                       | 41.50 m                                                                   |
| Lancio del giavellotto     | 48,00 m                                                                  | 35.30 m                                                                   |
| Decathlon                  | 5 600 p.; 4 300 p. (Eptathlon indoor); 5 500 p. (Decathlon allievi 2023) | –                                                                         |
| Eptathlon                  | –                                                                        | 4 000 p.; 3 300 p. (Pentathlon indoor); 4 200 p. (Eptathlon allieve 2023) |
| Marcia 10000 m             | 52'00"00; 25'00"00 (5 km/5000 m); 1h53'00 (20 km)                        | 59'00"00; 28'10"00 (5000 m); 16'25"00 (3000 m); 2h00'00 (20 km)           |
| Staffetta 4×100 metri      | senza minimo                                                             | senza minimo                                                              |
| Staffetta 4x400 metri      | senza minimo                                                             | senza minimo                                                              |

| Specialità             | 5 km Uomini | 4 km Donne |
| ---------------------- | ----------- | ---------- |
| 800 metri piani        | 1'58"00     | 2'20"00    |
| 1500 metri piani       | 4'05"00     | 5'00"00    |
| 3000 metri piani       | 9'05"00     | 11'20"00   |
| 5000 metri piani       | 15'50"00    | 20'00"00   |
| 10000 metri piani      | 33'30"00    | 41'00"00   |
| 10 km (strada)         | 33'30       | 41'00      |
| 3000 metri siepi       | 10'00"00    | 12'15"00   |
| 2000 metri siepi (u18) | 6'39"00     | 8'03"00    |

## Risultati

### Corsa Campestre, 9-10 marzo a Cassino
| Specialità      | Oro                                                 | Prestazione | Argento                                 | Prestazione | Bronzo                                     | Prestazione |
| Juniores Donne  |                                                     |             |                                         |             |                                            |             |
| Cross 6 km      | Laura Ribigini Atletica ARCS CUS Perugia            | 23'19"      | Elisa Rovedatti Atletica Valle Brembana | 23'40"      | Lucia Arnoldo A.S.D. Atletica Alba         | 23'44"      |
| Juniores Uomini |                                                     |             |                                         |             |                                            |             |
| Cross 8 km      | Francesco Ropelato Unione Sportiva Quercia Rovereto | 26'19"      | Nicola Morosini Unione Sportiva Rogno   | 26'33"      | Lorenzo Pellicciardi CUS Pro Patria Milano | 26'55"      |

### Uomini
| Specialità                                                                              | Oro                                                                                       | Prestazione        | Argento                                                                                   | Prestazione        | Bronzo | Prestazione        |
| Corse                                                                                   |                                                                                           |                    |                                                                                           |                    | |                    |
| 100 m                                                                                   | Mattia Silvestrelli Atl. Stud. Rieti Andrea Milardi                                       | 10"44 (+0.6 m/s)   | Eduardo Longobardi G.S. Fiamme Gialle                                                     | 10"46              | Riccardo Demetrio Caccamo Atl. Stud. Rieti Andrea Milardi                                                      | 10"62              |
| 200 m                                                                                   | Eduardo Longobardi Fiamme Gialle G. Simoni                                                | 20''53 (+0.4 m/s)  | Matteo Miola CUS Padova                                                                   | 21"19              | Cosimo Paggini Atletica Libertas Unicusano Livorno                                                             | 21"60              |
| 400 m                                                                                   | Francesco De Santis Atl. Stud. Rieti Andrea Milardi                                       | 47"25              | Simone Giliberto Siracusatletica                                                          | 47''31             | Luca Marsicovetere Libertas Atletica Forlì                                                                     | 47''53             |
| 800 m                                                                                   | Kevin Lodi Gruppo atletico Bassano 1948                                                   | 1'51''33           | Davide De Rosa Centro Sportivo Esercito                                                   | 1'52''23           | Matteo Salviati Gruppo Sportivo Fiamme Oro                                                                     | 1'52"62            |
| 1500 m                                                                                  | Nicola Baiocchi Atletica Livorno                                                          | 3'51''06           | Manuel Zanini A.S.D. Varese Atletica                                                      | 3'51''45           | Kevin Lodi Gruppo atletico Bassano 1948                                                                        | 3'52"25            |
| 3000 m                                                                                  | Manuel Zanini A.S.D. Varese Atletica                                                      | 8'24"88            | Francesco Ropelato Unione Sportiva Quercia Rovereto                                       | 8'25"75            | Nicolas De Lorenzi Vittorio Atletica                                                                           | 8'29"09            |
| 5000 m                                                                                  | Francesco Ropelato Unione Sportiva Quercia Rovereto                                       | 14'45"38           | Abrham Angino Carson Gotti Asado Polisportiva Centese                                     | 14'49"42           | Leonardo Mazzoni Toscana Atletica Jolly                                                                        | 14'51"34           |
| Marcia 10 000 m                                                                         | Giuseppe DiSabato Amatori Atletica Acquaviva                                              | 41'38"28           | Omar Moretti Atletica Livorno 1950                                                        | 43'12"41           | Andrea Di Carlo Atl.Stud. Rieti Andrea Milardi                                                                 | 44'34"09           |
| Corse ad ostacoli                                                                       |                                                                                           |                    |                                                                                           |                    | |                    |
| 110 m hs                                                                                | Matteo Togni Gruppo Sportivo Fiamme Oro                                                   | 13"46 (+0,8 m/s)   | Tommaso Triolo Gruppo Sportivo Fiamme Oro                                                 | 13"92              | Giovanni Zuccon Trevisatletica                                                                                 | 14"11              |
| 400 m hs                                                                                | Paolo Bolognesi Edera Atletica Forlì                                                      | 52"46              | Giulio Vanarelli Gruppo atletico Bassano 1948                                             | 53"14              | Lorenzo Stoppato Assindustria Sport                                                                            | 53"64              |
| 3000 m siepi                                                                            | Francesco Mazza Atletica Saluzzo                                                          | 9'10"84            | Davide Delaini Euroatletica 2002                                                          | 9'12"92            | Alberto Pomini Atletica Bovolone                                                                               | 9'15"32            |
| Staffette                                                                               |                                                                                           |                    |                                                                                           |                    | |                    |
| Staffetta 4×100 m                                                                       | Assindustria Sport Pietro Cecere Valentino D'Andreta Edoardo Babato Promise Kofi Emma     | 41"79              | Atletica Cascina Giovanni Bosoni Lorenzo Bellomi Mattia Tribolo Matteo Bertoni            | 41"95              | A.S.D. Accademiatletica Christian Strazza Mattia Alessandro Fedeli Giulio Mandelli Anthony Vincenzo Palermo    | 41"95              |
| Staffetta 4×400 m                                                                       | Pro Sesto Atl. Cernusco Davide Piciaccia Stefano Bolis Stefano Recalcati Mattia De Rocchi | 3'18"40            | Assindustria Sport Christian Zenere Emmanuele Camporese Jacopo Nicoletti Lorenzo Stoppato | 3'19"98            | Atletica O.S.A. Saronno Libertas Alessandro Carli Giacomo Mangili Massimo Mastrobuono Salvatore Gabriele Verzì | 3'20"73            |
| Salti                                                                                   |                                                                                           |                    |                                                                                           |                    | |                    |
| Salto in alto                                                                           | Matteo Sioli Euroatletica 2002                                                            | 2,16 m             | Gabriele Avagnina A.S.D. C.U.S. Genova                                                    | 2,05 m             | Adolfo Colasanto Unione Sportiva Foggia Atletica Leggera                                                       | 1,96 m             |
| Salto con l'asta                                                                        | Andrea DeMontis C.U.S. Cagliari                                                           | 5,15 m             | Lorenzo Schiavon Assindustria Sport                                                       | 5,00 m             | Tommaso Franzé Atletica P.A.R. Canegrate                                                                       | 4,50 m             |
| Salto in lungo                                                                          | Riccardo Mancini ACSI Atletica Campidoglio                                                | 7,69 m (+2,5 m/s)  | Leonardo Gastaldello A.S.D. Team Treviso                                                  | 7,30 m (-0,4 m/s)  | Rocco Martinelli Atletica Bergamo 1959                                                                         | 7,17 m (-0,5 m/s)  |
| Salto triplo                                                                            | Riccardo Tomé Atl-etica San Vendemiano                                                    | 15,06 m (-0,0 m/s) | Mattia De Angelis ASA Ascoli Piceno                                                       | 15,04 m (+0,7 m/s) | Edoardo Babato Assindustria Sport                                                                              | 15,02 m (+0,1 m/s) |
| Lanci                                                                                   |                                                                                           |                    |                                                                                           |                    | |                    |
| Getto del peso                                                                          | Andrea Crestani Atl. Vicentina                                                            | 16,97 m            | Mirko Campagnolo A.S. Dil. Milone                                                         | 16,70 m            | Tommaso Russo Libertas Amatori Atletica Leggera                                                                | 16,18 m            |
| Lancio del disco                                                                        | Gaetano Degaetano Siracusatletica                                                         | 50,68 m            | Bryant Nosakhare Emovon Team Atletico-Mercurio Novara                                     | 49,98 m            | Leonardo Selmani Cus Pro Patria Milano                                                                         | 49,90 m            |
| Lancio del martello                                                                     | Pietro Camilli Fiamme Gialle G. Simoni                                                    | 69,08 m            | Davide Camilli Fiamme Gialle G. Simoni                                                    | 62,83 m            | Alex Lazzaretto Atletica Vicentina                                                                             | 62,73 m            |
| Lancio del giavellotto                                                                  | Lucio Claudio Visca Fiamme Gialle G. Simoni                                               | 73,31 m            | Antonio Cannalonga A.S. Atletica Virtus Lucca                                             | 66,17 m            | Pietro Colonnella ASA Ascoli Piceno                                                                            | 65,02 m            |
| record dei campionati; record nazionale; record personale; record personale stagionale. |                                                                                           |                    |                                                                                           |                    | |                    |

### Donne
| Specialità                                                                              | Oro | Prestazione        | Argento                                                                                   | Prestazione        | Bronzo                                                                                      | Prestazione        |
| Corse                                                                                   | |                    |                                                                                           |                    |                                                                                             |                    |
| 100 m                                                                                   | Agnese Musica Polisportiva Novatletica Chieri                                                              | 11"77 (+1,0 m/s)   | Rachele Torchio Battaglio C.U.S. Torino Atletica                                          | 11"79              | Melissa Turchi Associazione Sportiva La Fratellanza 1874                                    | 11"84              |
| 200 m                                                                                   | Elisa Marcello Atletica Valeria                                                                            | 23"96 (-2,2 m/s)   | Chiara Padoan ACSI Italia Atletica                                                        | 24"71              | Francesca Orfeo Atletica Gran Sasso Teramo                                                  | 24"79              |
| 400 m                                                                                   | Elena Cambiolo Atletica San Bonifacio-Valdalpone                                                           | 54"55              | Carolina Molteni Bracco Atletica                                                          | 55"16              | Clarissa Vianelli Polisport. Novatletica Chieri                                             | 55"22              |
| 800 m                                                                                   | Ngalula Gloria Kabangu A.S.D. ACSI Italia Atletica                                                         | 2'07"81            | Lorenza De Noni Atletica Silca Conegliano                                                 | 2'08"61            | Virginia Bancolini A.S.D. S.E.F. Stamura Ancona                                             | 2'10"22            |
| 1500 m                                                                                  | Lorenza De Noni Atletica Silca Conegliano                                                                  | 4'20"25            | Elisa Clementi Atletica Vicentina                                                         | 4'26"94            | Francesca Piccolo Atletica Ponzano                                                          | 4'29"07            |
| 3000 m                                                                                  | Lucia Arnoldo A.S.D. Atletica Alba                                                                         | 9'36"56            | Laura Ribigini Atletica ARCS CUS Perugia                                                  | 9'39"09            | Giulia Bernini Toscana Atletica Empoli Nissan                                               | 9'49"21            |
| 5000 m                                                                                  | Lucia Arnoldo A.S.D. Atletica Alba                                                                         | 16'28"13           | Laura Ribigini Atletica ARCS CUS Perugia                                                  | 16'28"39           | Margherita Voliani Atl. Libertas Unicusano Livorno                                          | 16'55"46           |
| Marcia 10 000 m                                                                         | Giulia Gabriele Fiamme Gialle G. Simoni                                                                    | 46'30"77           | Michelle Cantò Polisportiva Tethys Chieti                                                 | 47'02"49           | Martina Sciannamea Polisportiva Tethys Chieti                                               | 47'52"64           |
| Corse ad ostacoli                                                                       | |                    |                                                                                           |                    |                                                                                             |                    |
| 100 m hs                                                                                | Celeste Polzonetti Bracco Atletica                                                                         | 13"56 (+0,5 m/s)   | Martina Agostini Assindustria Sport                                                       | 13"66              | Elisa Fossatelli Fiamme Gialle G. Simoni                                                    | 13"69              |
| 400 m hs                                                                                | Greta Vuolo Atletica Bergamo 1959 Oriocenter                                                               | 59"29              | Maria Giulia Allievi Bergamo Stars Atletica                                               | 59"38              | Beatrice Vattolo Atletica Malignani Libertas Udine                                          | 1'00"27            |
| 3000 m siepi                                                                            | Elena Ribigini Atl. Arcs CUS Perugia                                                                       | 10'38"19           | Ludovica Ferro ASD Romatletica                                                            | 10'41"16           | Sofia Cafasso Battaglio CUS Torino Atletica                                                 | 10'45"68           |
| Staffette                                                                               | |                    |                                                                                           |                    |                                                                                             |                    |
| Staffetta 4×100 m                                                                       | Atletica Studentesca Rieti Andrea Milardi Ginevra Baglioni Virginia Capasso Elena Salvetti Lavinia Capasso | 47"15              | Polisportiva Novatletica Giorgia Palumbo Clarissa Vianelli Martina Vianelli Agnese Musica | 47"18              | Assindustria Sport Emma Vinante Laura Franceschi Martina Agostini Stella Agostini           | 47"39              |
| Staffetta 4×400 m                                                                       | Bracco Atletica Chiara Dionisi Emma Pollini Valentina Pepe Carolina Molteni                                | 3'44"34            | ACSI Italia Atletica Veronica Lombardi Giada Giocondi Giulia Buccella Camilla Di Censi    | 3'52"86            | Atletica VR ASD Pindemonte Lucia Capitanio Valentina Bonanni Giulia Beltrame Emma Montresor | 4"03"35            |
| Salti                                                                                   | |                    |                                                                                           |                    |                                                                                             |                    |
| Salto in alto                                                                           | Aurora Vicini C.U.S. Parma                                                                                 | 1,82 m             | Camilla De Paoli Atletica Brescia 1950                                                    | 1,74 m             | Lucia Andreani G.S. Atletica 75 Cattolica                                                   | 1,71 m             |
| Salto con l'asta                                                                        | Valentina Praticò Fiamme Gialle G. Simoni                                                                  | 3,90 m             | Giulia Busatta Gruppo Sportivo Fiamme Oro                                                 | 3,85 m             | Andrea Morgana Fogato Gruppo Sportivo Fiamme Oro                                            | 3,80 m             |
| Salto in lungo                                                                          | Beatrice Avino A.S.D. Atletica Agropoli                                                                    | 6,08 m (-0,0 m/s)  | Stella Agostini Assindustria Sport                                                        | 5,96 (+0,1 m/s)    | Giulia Soragna Atletica Gallaratese                                                         | 5,94 m (+1,7 m/s)  |
| Salto triplo                                                                            | Erika Giorgia Saraceni Bracco Atletica                                                                     | 12,94 m (-0,2 m/s) | Baofa Mifri Veso Atl. Brugnera PN Friulintagli                                            | 12,75 m (+1,6 m/s) | Alessia Ruzza Atletica Gallaratese                                                          | 12,40 m (+1,2 m/s) |
| Lanci                                                                                   | |                    |                                                                                           |                    |                                                                                             |                    |
| Getto del peso                                                                          | Giada Cabai Atletica Malignani Libertas Udine                                                              | 14,78 m            | Angelica Arcari CUS Parma                                                                 | 13,21 m            | Sofia Boscarolo Atletica Arcisate                                                           | 13,16 m            |
| Lancio del disco                                                                        | Martina Lukaszek U.S. Foggia Atletica Leggera                                                              | 45,07 m            | Valeria Zarpellon Atletica Vicentina                                                      | 44,40 m            | Valeria Arturi Battaglio CUS Torino Atletica                                                | 41,15 m            |
| Lancio del martello                                                                     | Keren Mbongo Assindustria Sport                                                                            | 56,08 m            | Melissa Casiraghi Team-A Lombardia                                                        | 54,43 m            | Giorgia Liguori Atletica Livorno                                                            | 53,32 m            |
| Lancio del giavellotto                                                                  | Anna Raimondi Assindustria Sport                                                                           | 48,33 m            | Sofia Frigerio Bracco Atletica                                                            | 46,29 m            | Vittoria Rapetti Atletica Alessandria                                                       | 44,21 m            |
| record dei campionati; record nazionale; record personale; record personale stagionale. | |                    |                                                                                           |                    |                                                                                             |                    |

### Prove multiple
| Specialità                                                                              | Oro                                             | Prestazione | Argento                                | Prestazione | Bronzo                                  | Prestazione |
| Decathlon (uomini)                                                                      | Tommaso Franzé Atletica P.A.R. Canegrate        | 7 159 p.    | Nicola Serra Centro Atletica Piombino  | 6355 p.     | Daniele Tomasi C.S.S. Leonardo da Vinci | 6341 p.     |
| Eptathlon (donne)                                                                       | Annalisa Pastore Atl. Stronese-Nuova Nordaffari | 4 927 p.    | Eleonora Favaretto A.S.D. Team Treviso | 4 834 p.    | Giulia Senni Atletica Endas Cesena      | 4 802 p.    |
| record dei campionati; record nazionale; record personale; record personale stagionale. |                                                 |             |                                        |             |                                         |             |